# 영구 비축물
영구 비축물(Enduring Stockpile)은 미국이 냉전이 끝난 후에 전시와 평시를 대비해 보관중인 모든 핵탄두를 말한다.

## 역사

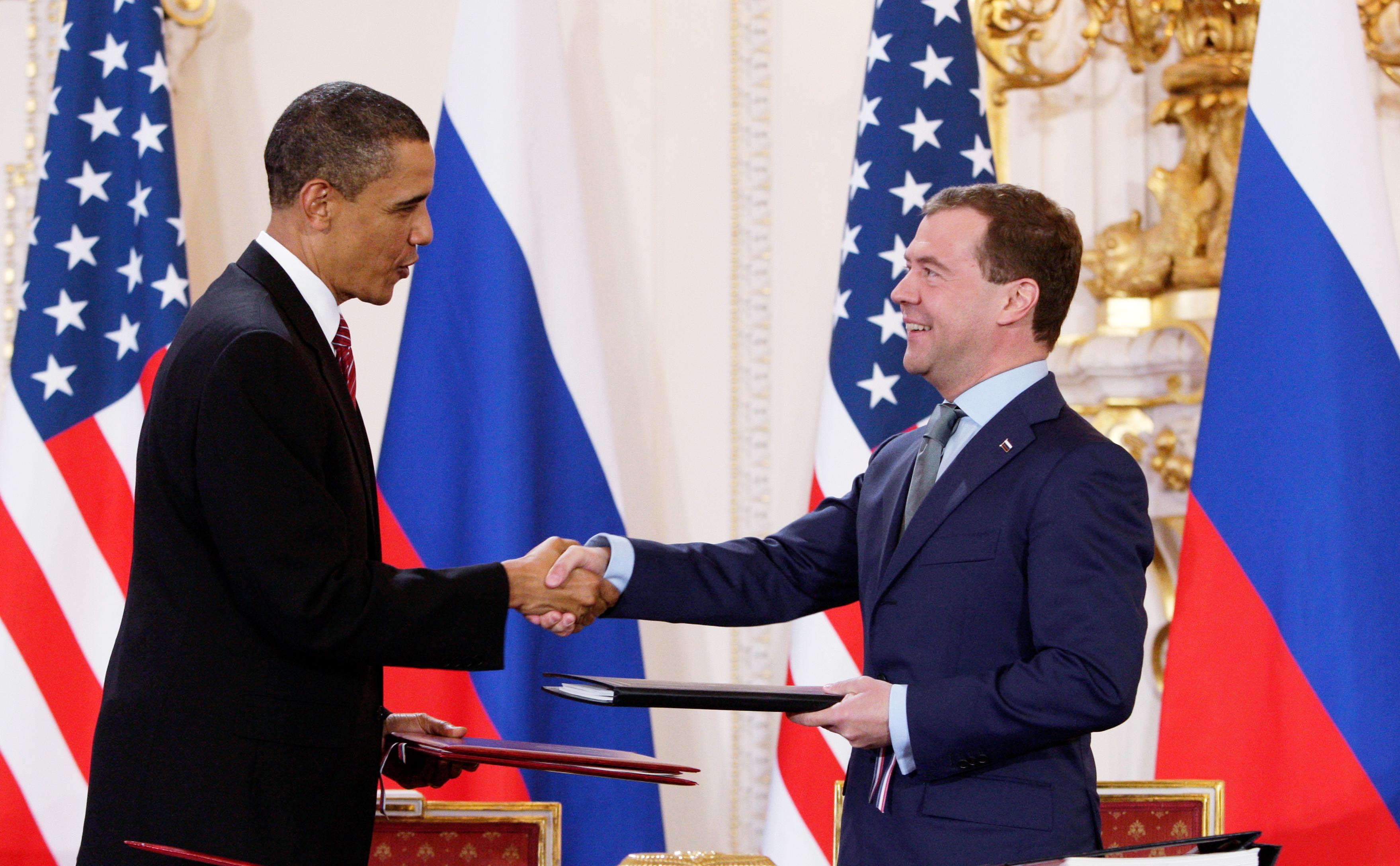
2010년 4월 8일, 미국 오바마 대통령과 러시아 메드베데프 대통령이 체코 프라하에서 뉴 스타트 조약 서명식을 하고 있다.

냉전 당시, 미국은 7만발 이상의 핵무기를 생산했다. 냉전이 끝날 당시, 미국의 핵탄두 비축물은 대략 26개 종류에 23000발이었다. 핵무기 생산은 1989년에 종료되었다. 그 후에 수명이 지난 것은 퇴역시키는 등 유지 보존 중이다. 2001년 현재 영구 비축물은 10개 종류에 9600발이다. 2004년 기준으로, 3000발이 가장 아랫등급으로 준비상태가 내려가서 해체되지는 않았지만 더 이상 실전배치 상태는 아니다.
미국의 영구 비축물은 3레벨의 준비상태로 분류된다.
Active Service현역 상태. 완전한 실전배치 상태 유지. 현재 즉시 사용할 수 있다.
Hedge Stockpile예비역 상태. 완전한 실전배치 상태 유지. 유사시에 몇시간 또는 몇분 이내에 창고에서 꺼내어 실전배치 상태로 사용할 수 있다.
Inactive Reserve휴면 상태. 실전배치 상태가 아니다. 유지, 보수를 하지 않는다. 필요하면 창고에서 꺼내올 수 있지만, 상당한 시간이 걸린다.
미국은 뉴 스타트 조약에 따라 2014년 현재 886개 수준인 핵 전력을 2018년 2월 5일까지 700개로 줄여야 한다. 이에 따라 ICBM은 400기로, SLBM은 240기로, 핵폭격기는 60대로 실전배치 전력이 줄어든다. 감축되는 핵무기는 발사준비(launch-ready) 상태에서 대기 상태로 바뀐다. 대기(standby) 상태는 운반 시스템과 폭격기, 잠수함 또는 ICBM 발사대를 유지, 보수는 하지만, 즉시 발사는 불가능하게 하는 것이다.
2018년 기준으로, 지구상에서 지상형 ICBM을 액티브 상태로 준비중인 나라는 미국과 러시아 뿐이라고 알려져 있다.

## 같이 보기
- 뉴 스타트